# Сутана

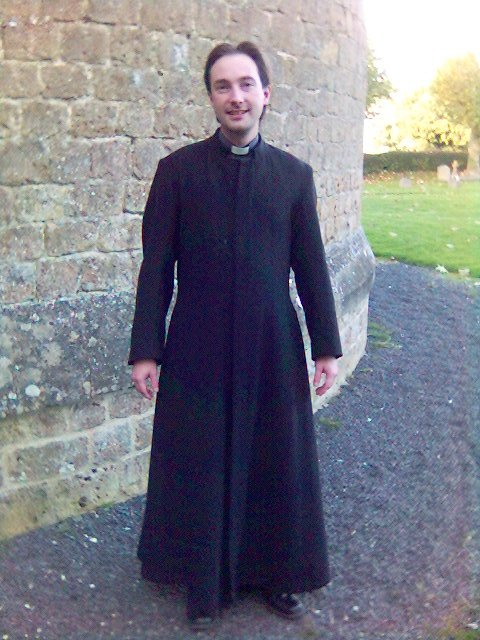
Англіканський священник у сутані

Сутана (фр. soutane, італ. sottana — спідниця, ряса) — верхній довгий одяг католицького, коптського або англіканського духівництва, що носиться поза богослужінням. Колір сутани залежить від ієрархічного положення священнослужителя: у священника — чорного, у єпископа — фіолетового, у кардинала — кольору кардинал, у папи — білого кольору. Часом плутають з Ризами. Сутана на відміну від ризи приталена. До сутани одягають білу, пурпурову, чорну, фіолетову або червону фасцію.

## Галерея

### Сутани

Папа
Кардинал
Єпископ
Священник/Диякон
Каноніки

Кардинал
Єпископ
Священник

Англіканський єпископ
Англіканський канонік
Англіканський священник

### Чернечі габіти

Бенедиктинці
Цистеріанці
Камальдули
Єронімити